# 女性神職装束
女性神職装束（じょせいしんしょくしょうぞく）は、女性の神職のための装束である。神職ではない巫女・舞女の装束は含まれない。タイトルは女性神職となっているが、神社本庁では女子神職とされているので、以下そのように表記する。
本項では、昭和63年（1988年）に神社本庁によって制定された女子神職の服制に基づく衣装を紹介する。旧規定の装束については簡単に説明するにとどめる。

## 女子神職装束の推移
昭和21年（1946年）に制定された旧規定では、正装に袿袴（けいこ/足の甲までの長さの切袴と言う袴と袿のセット）、礼装に白い袿袴か水干、常装に水干が定められていたが、袿袴姿は豪華だが非常に動きにくかったため、昭和63年に新しい規定が発表され現在に至る。
現行の衣装は、宮中の下級女官の衣装である采女装束と袿袴を折衷にしたもので活動的である（後述）。ただし、旧規定の水干は現在でも使われており、男性の狩衣のように裾を外に出して着付ける。紐を結んで襟をとめるため、狩衣の首にリボンをつけたように見える。
現行の規定では、神職階級により織物の種類が細かく定められているが、守られている事は少なく思われる。また、着付けも指導が行き届いていないのか、間違っている神職も少なくない。
髪型も垂髪（ときさげ）を通例とすると定められているが、現在それを守っている女子神職は非常に少ない。

## 昭和63年の規定
正装（これを白絹で仕立て、唐衣を省いたものが礼装）
- 髪上具：釵子に心葉（正装のみ）、白色の日陰の糸を着ける
- 唐衣：色に規定は無いが、禁色忌色は除く。二級以上は二重織物（夏は紗）紋は縫取織りで表す。三・四級は有紋の固地綾（夏は文紗）。大きな式典には小忌衣をこの上に重ねることもある。
- 表衣：色は唐衣と同じく規定はないが、禁色忌色は除く。特級・一級は綾地に縫取（夏は練薄・縫取・顕文紗）二級上・二級は有文綾（夏は練薄・顕文紗）三・四級は有文綾（夏は顕文紗）
- 単：萌黄または紅綾。模様は幸菱
- 切袴：長袴を切ったネジまち仕立ての袴。特級は白い固織物に藤丸文様。一級は紫の固織物に藤丸文様。二級上は紫の固織物に藤丸文様共緯。二級は無地で紫の平絹。三・四級は同じく無地の浅葱色の平絹
- 扇：曲尺八寸八分の十六橋の檜扇に、胡粉など、絵具で色絵を描いたもの。六色の飾り紐。（礼装は無地の檜扇に白色の飾り紐）
- 帖紙：紅色の鳥の子紙(礼装は白色)
- 履：浅沓。一級以上は沓敷きに模様を織り出した白い綾。二級上以下は白い平絹。

常装
- 額当（ぬかあて）：黒い紗でできた額当て。
- 表衣：唐衣は省略する。一級以上は綾・薄い練絹・縫取織・顕文の紗・平絹。二級上と二級は縫取織を除く。三・四級はさらに薄い練絹も除く
- 単：正装と同じだが省略することも。
- 切袴：正装に準じる。
- 扇：十五橋のぼんぼり扇
- 履：正装に準じる。

## 巫女の装束
巫女は神職とは違うもので、資格も必要ないため、女子神職のように服制は定められていない。
装束に関しては巫女装束を参照。